# Tatyana Ali
Tatyana Marisol Ali (North Bellmore, New York, 24. siječnja 1979.) američka je glumica i pjevačica, najpoznatija po ulozi Ashley Banks u seriji "Princ iz Bel Aira".

## Životopis
Rodila se na Long Islandu, od majke Sonie, medicinske sestre, i oca Sheriffa, policijskog detektiva.
Pohađala je srednje škole u Los Angelesu, a 2002. diplomirala je na Harvardu kao prvostupnik antropologije. Tečno govori engleski i španjolski jezik.

## Karijera
Počela je pjevati već sa sedam godina, te je također pjevala tijekom trajanja serije "Princ iz Bel Aira".
Na nagovor Willa Smitha 1997. godine započinje se ozbiljnije baviti glazbenom karijerom. Do sada je objavila dva albuma, s nekolicinom hitova na ljestvicama, kako u SAD-u, tako i u Velikoj Britaniji.
Njen osnovni glazbeni žanr je r&b, ali okušala se i u drugim stilovima.
Podržavala je Baracka Obamu u njegovoj predsjedničkoj kampanji.